# Acropoma boholensis
Acropoma boholensis és una espècie de peix pertanyent a la família dels acropomàtids.

## Descripció
- Pot arribar a fer 13,2 cm de llargària màxima.
- 9 espines i 10 radis tous a l'aleta dorsal i 3 espines i 7 radis tous a l'anal.
- Té l'anus més a prop de l'origen de l'aleta pelviana que de l'aleta anal.
- Escates cicloides a tot el cos, llevat del voltant de la part anterior de la línia lateral i la part ventral.[5][6]

## Hàbitat
És un peix marí, pelàgic-nerític i de clima tropical.

## Distribució geogràfica
Es troba al Pacífic occidental central: les illes Filipines.

## Observacions
És inofensiu per als humans.